# Mein Schiff 4
Die Mein Schiff 4 ist das vierte Schiff der Kreuzfahrtgesellschaft TUI Cruises, einem Joint Venture der deutschen TUI AG. Es ist der zweite Neubau des im April 2008 gegründeten Unternehmens.

## Geschichte
Das Schiff wurde wie bereits die Mein Schiff 3 bei der Werft STX Finland in Turku gebaut, die während des Baus in Meyer Turku umbenannt wurde. Bereits bei der Bestellung der Mein Schiff 3 am 27. September 2011 wurde die Option eines weiteren Neubaus vereinbart. Die eigentliche Bestellung erfolgte am 5. November 2012. Baubeginn der Mein Schiff 4 war am 1. September 2013, die Kiellegung fand am 25. Februar 2014 statt. Rund ein halbes Jahr später, am 10. Oktober 2014, erfolgte das Aufschwimmen. Am 20. April 2015 lief das Schiff erstmals zu Probefahrten aus und wurde am 8. Mai 2015 abgeliefert. Die Indienststellung erfolgte am 15. Mai 2015, die Schiffstaufe am 5. Juni 2015 durch Franziska van Almsick in Kiel. Die Jungfernfahrt war im Baltikum und ging von Kiel durch die Ostsee nach Tallinn, St. Petersburg, Helsinki und Stockholm.
Am 14. März 2020, als das Schiff gerade auf Reede vor Palma de Mallorca lag, kam es im Maschinenraum zu einer Verpuffung in den Warmwasserboilern mit zwei lauten Schallsignalen und einer Rauchentwicklung. Daraufhin wurde der Brandschutz aktiviert und Bereiche des Schiffes evakuiert.

## Aufbau

### Pooldeck
Das Pooldeck verfügt über einen 25 Meter langen Außenpool sowie zwei Whirlpools unter freiem Himmel. Der Innenpool ist deutlich kleiner und verfügt ebenfalls über zwei Whirlpools.

### Restaurants
Das Schiff verfügt über neun Restaurants und Bistros. Das Hauptrestaurant „Atlantik“ ist in zwei Bereiche unterteilt: „Mediterran“ und „Klassik“. Das „Anckelmannsplatz“ ist das Buffet-Restaurant an Bord; darüber hinaus werden im „Tag&Nacht-Bistro“ auf dem Promenadendeck sowie in der „Außenalsterbar“ auf dem Sonnendeck Snacks angeboten. Gegen Aufpreis steht den Gästen an Bord überdies das „Hanami“ (Sushibar), das „La Spezia“ (italienische Spezialitäten), das Surf & Turf (Steakhouse) sowie die Café Lounge im Heck zur Verfügung.

### Bars und Lounges
Den Gästen stehen acht Bars und drei Lounges zur Verfügung.

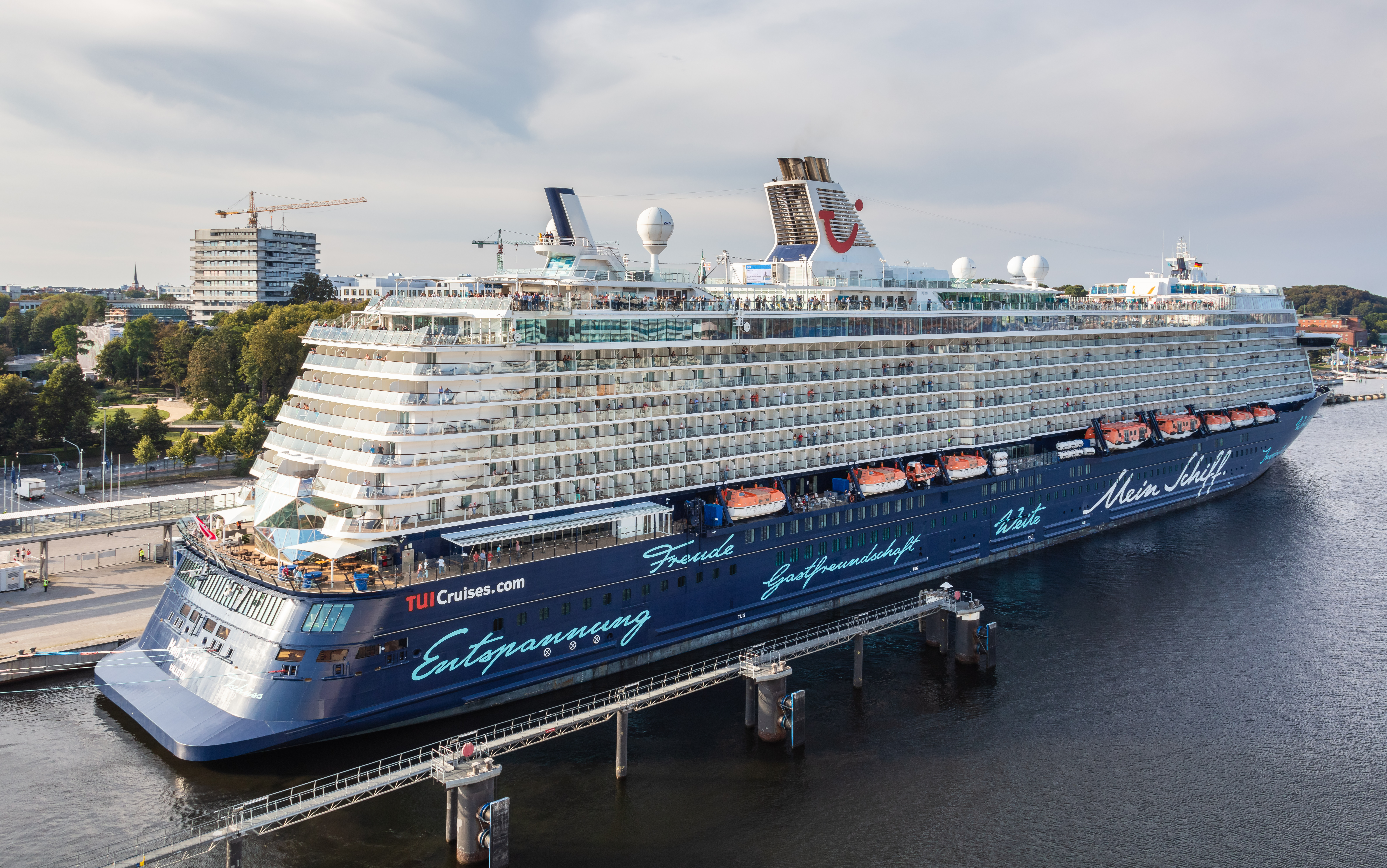
Mein Schiff 4 in Kiel
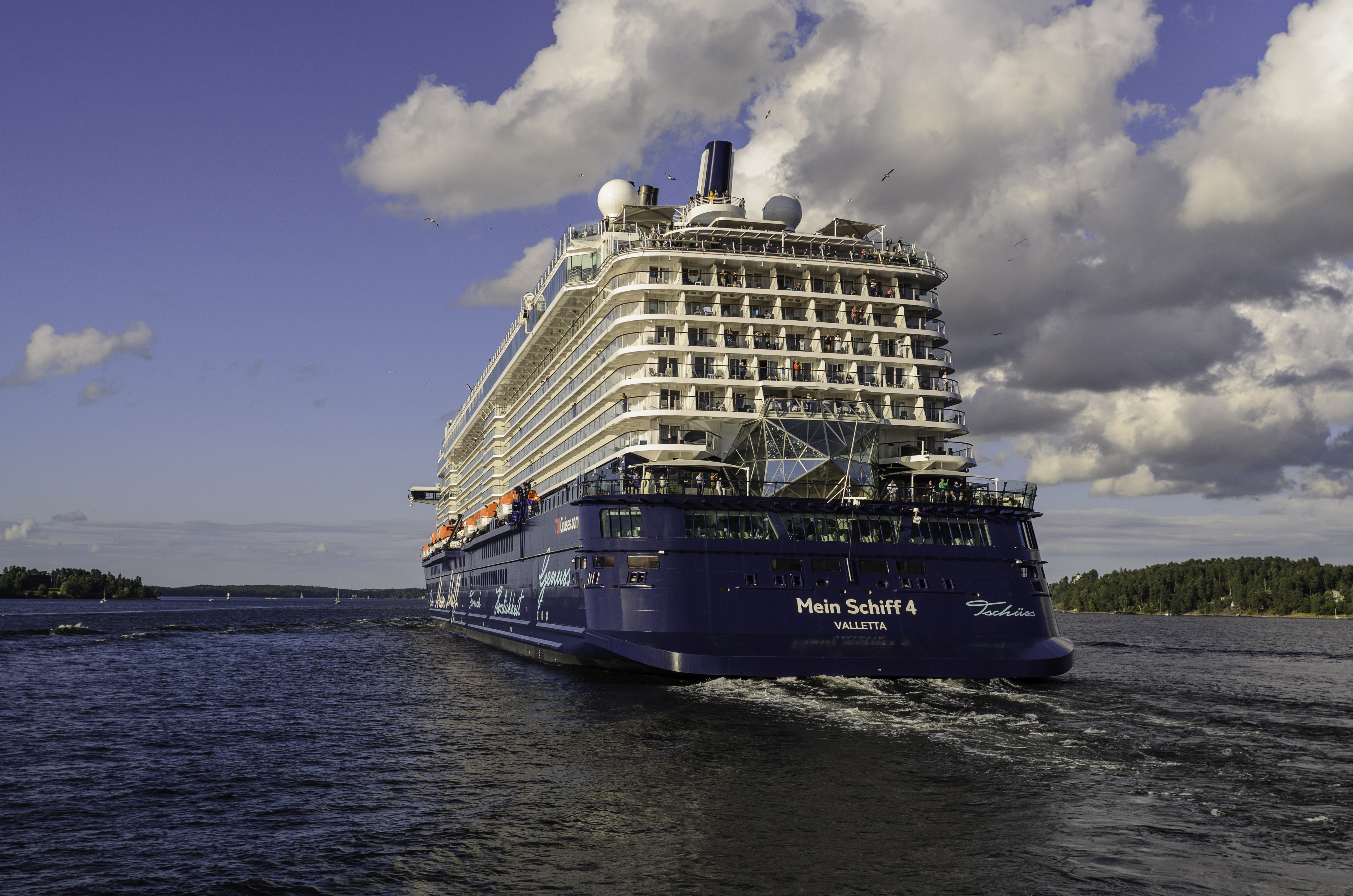
Heckansicht
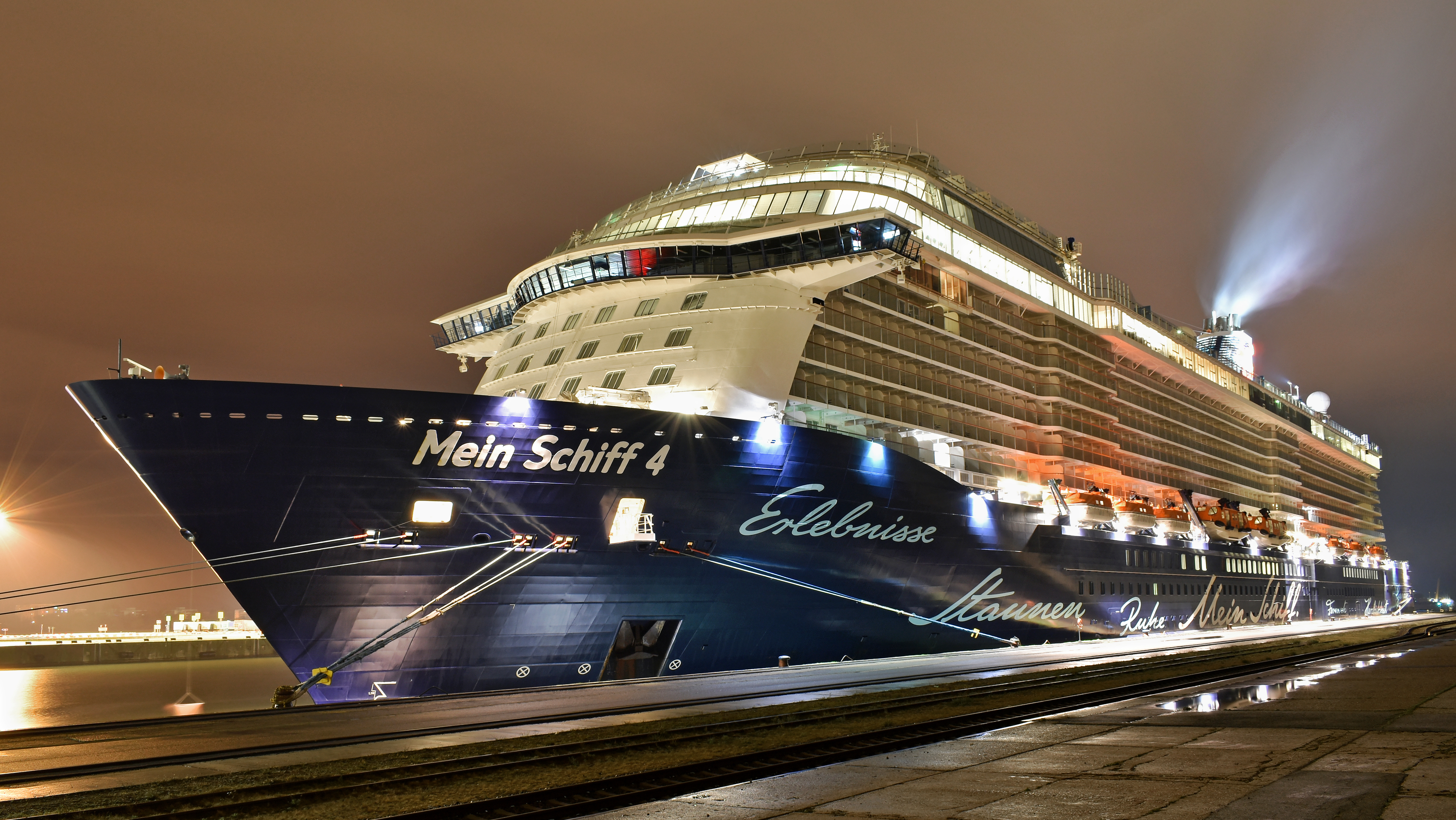
Bugansicht, Überseehafen Rostock